# Цимбопогон
Цимбопогон (лат. Cymbopogon) је род монокотиледоне биљке из породице Poaceae. Род узврстава педесет различитих врста које се простиру претежно у Азији, Африци и Аустралији. Неке врсте (посебно Cymbopogon citratus) се обично узгајају као кулинарско и лековито биље због свог мириса, који подсећа на мирис лимуна (Citrus limon). Име цимбопогон потиче од грчких речи kymbe (κύμβη, 'чамац') и pogon (πώγων, 'брада') „што значе [да] код већине врста, длакави класови излазе из основе у облику чамца.” Лимунска трава и њено уље се сматрају да поседују терапеутска својства.

## Анатомија
Цимбопогони су зеленасте биљке које не образују секундарно ткиво. Њено лишће може достигнути дужину и до 300 центиметара. Данас се користи као зачин за храну или као главни састојак јела. Захваљујући трговини, успела је да се прошири у деловима света где је клима интер тропикална.

## Употребе
Цимбопогонска траве (Cymbopogon nardus и Cymbopogon winterianus) расту до око 2 m (6,6 ft) и имају магента обојену основу стабљике. Те врсте се користе за продукцију цитронеловог уља, које се користи у сапунима, као репелант инсеката (посебно комараца) у спреју против инсеката и свећама, и у ароматерапији. Главни хемијски састојци цитронелa, гераниол и цитронелол су антисептици, па се стога овај биљни материјал употреба у домаћинствима за дезинфекцију и сапуне. Поред производње уља, цимбошогон трава се користи у кулинарске сврхе, и као зачин.
Источноиндијска лимунска трава (Cymbopogon flexuosus), која се такође назива и Кочинска трава или Малабарска трава, пореклом је од Камбоџе, Вијетнама, Лаоса, Индије, Шри Ланке, Бурме и Тајланда, док је западноиндијска лимунска трава (Cymbopogon citratus) пореклом из поморске југоисточне Азије. Иако се обе могу користити, C. citratus је погоднија за кување.
У Шри Ланци се лимунска трава користи као биљка за кување, поред употребе за есенцијална уља.
У Индији се C. citratus користи и као медицинска биљка и у парфемима. C. citratus се користи у чају за анксиозност у бразилској народној медицини, мада су клиничка испитивања показала да она заправо нема ефекта. Чај је изазвао поновну појаву контактног дерматитиса у једном случају.
У худуу је лимунска трава основни састојак ван ван уља, једног од најпопуларнијих уља које се користи у евокацијама. Лимунска трава се користи тим препаратима или директно у худуу за заштиту од зла, духовно чишћење куће и доношење среће у љубавним аферама.

## Галерија слика
- Цимбопогон на пијаци at a market
- Припремљени Ццмбопогон
- Цимбопогон (Cymbopogon flexuosus) етерично уље
- Тајванскаи салата са цимбопоном
- Употерба као зачин у чорби
- Употреба у филипинској кухињи